# Puchar Polski (okręg Gorzów Wielkopolski) w piłce nożnej mężczyzn (2024/2025)

W sezonie 2024/2025 Puchar Polski na szczeblu okręgowym w okręgu Gorzów Wielkopolski składał się z 3 rund, w których wzięły udział zespoły z okręgu gorzowskiego. Rozgrywki miały na celu wyłonienie zdobywcy Okręgowego Pucharu Polski w okręgu Gorzów Wielkopolski i uczestnictwo w rozgrywkach szczebla regionalnego województwa Lubuskiego w sezonie 2024/2025.

## Zwycięzcy
Zwycięzcami pucharu zostały drużyny:
- Lubuszanin Drezdenko
- Stal Sulęcin
- Warta Gorzów Wielkopolski
- KS Stilon Gorzów Wielkopolski
- Ilanka Rzepin
- Polonia Słubice

## Runda wstępna
| Gospodarz                     | Wynik     | Gość                        |
| ----------------------------- | --------- | --------------------------- |
| Iskra Gorzów Wielkopolski     | 2:0       | Muszelka Ogardy             |
| Odra Górzyca                  | 3:0 (wo.) | Łucznik Strzelce Krajeńskie |
| Celuloza II Kostrzyn nad Odrą | 2:3       | Ilanka II Rzepin            |
| As Pieski                     | 0:7       | Orzeł Międzyrzecz           |
| GKP II Kłodawa                | 3:6       | Zorza Kowalów               |
| Walka Czarnów                 | 2:5       | Mościenko Sienno            |
| Lubniewiczanka Lubniewice     | 5:1       | GKP Kłodawa                 |
| Znicz Trzemeszno Lubuskie     | 4:2       | Iskra Janczewo              |

## I runda
| Gospodarz                 | Wynik     | Gość                             |
| ------------------------- | --------- | -------------------------------- |
| Orzeł Międzyrzecz         | 1:2       | Warta II Gorzów Wielkopolski     |
| Odra Górzyca              | 1:6       | Pogoń Skwierzyna                 |
| Radowiak Drezdenko        | 2:5       | Ilanka Rzepin                    |
| Uran Trzebicz             | 0:3 (wo.) | KS Stilon Gorzów Wielkopolski    |
| Znicz Trzemeszno Lubuskie | 1:0       | Spójnia Ośno Lubuskie            |
| Mościenko Sienno          | 0:9       | Ilanka II Rzepin                 |
| Zieloni Lubiechnia Wielka | 3:1       | Budowlani Murzynowo              |
| Iskra Gorzów Wielkopolski | 2:7       | Lubuszanin Drezdenko             |
| Stal Sulęcin              | 4:3       | KS Stilon II Gorzów Wielkopolski |
| Czarni Witnica            | 1:3       | Polonia Słubice                  |
| Zorza Kowalów             | 0:3 (wo.) | Celuloza Kostrzyn nad Odrą       |
| Lubniewiczanka Lubniewice | 0:12      | Warta Gorzów Wielkopolski        |

## II runda
| Gospodarz                    | Wynik        | Gość                          |
| ---------------------------- | ------------ | ----------------------------- |
| Warta II Gorzów Wielkopolski | 0:0 (k. 3:4) | Lubuszanin Drezdenko          |
| Zieloni Lubiechnia Wielka    | 1:3          | Stal Sulęcin                  |
| Celuloza Kostrzyn nad Odrą   | 0:6          | Warta Gorzów Wielkopolski     |
| Pogoń Skwierzyna             | 1:2          | KS Stilon Gorzów Wielkopolski |
| Ilanka II Rzepin             | 2:3          | Ilanka Rzepin                 |
| Znicz Trzemeszno Lubuskie    | 1:3          | Polonia Słubice               |